# Moritz Goldschmidt (Biologe)

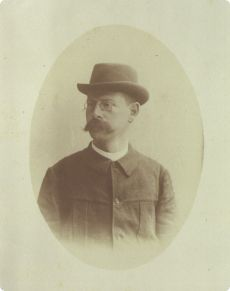
Moritz Goldschmidt

Moritz Goldschmidt (* 15. Oktober 1863 in Bischhausen bei Eschwege; † 7. September 1916 in Geisa) war ein deutscher Lehrer und Botaniker. Sein offizielles botanisches Autorenkürzel lautet „M.Goldschm.“.

## Leben und Wirken
Goldschmidt lehrte seit 1885 an der israelitischen Schule  in Geisa in der Rhön, wo er sich mit dem dort tätigen Apotheker Adalbert Geheeb anfreundete, der als Botaniker tätig war. Goldschmidt befasste sich intensiv mit der heimischen Pflanzenwelt und veröffentlichte von 1900 bis 1915 Teile der mehrbändigen Flora des Rhöngebirges. Es stellt bisher das einzige Werk zur Gesamtflora der Rhön dar. Die Reihe sollte durch den Lehrer und Goldschmidts Schüler Otto Arnold aus Unterweid fortgeführt werden. Dieser fiel jedoch im Ersten Weltkrieg. Seine aus 300 Mappen mit insgesamt über 20.000 einzelnen Pflanzenpräparaten bestehende Sammlung wurde in das Herbarium Senckenbergianum in Frankfurt am Main integriert.
Goldschmidt verstarb 1916 nach langem Leiden an Diabetes, nachdem er zunächst vollständig erblindet war. Sein Grab befindet sich auf dem jüdischen Friedhof in Geisa.

## Ehrungen
- Auf dem Rockenstuhl hatte der Geisaer Zweigverein des Rhönklubs 1922 einen ersten Gedenkstein für Goldschmidt aufstellen lassen, er wurde jedoch 1933 von Nationalsozialisten zerstört. Einen Ersatz ließ der Rhönklub 1971 auf dem Küppel bei Tann-Neuswarts errichten. Im Juli 1990 wurde auf dem Rockenstuhl ein neuer Gedenkstein für Adalbert Geheeb und Moritz Goldschmidt aufgestellt.
- Eine weitere Gedenktafel befindet sich seit 1989 am Gebäude der früheren jüdischen Schule in Geisa.